# Antonio Cachapuz de Medeiros
Antonio Paulo Cachepuz de Medeiros (* 15. August 1952 in Uruguaiana; † 15. September 2016) war ein brasilianischer Jurist. Er war 2016 Richter am Internationalen Seegerichtshof.

## Leben
Geboren in Uruguaiana erhielt Medeiros seine universitäre Ausbildung an der päpstlich katholischen Universität von Rio Grande do Sul. Dort erwarb er 1975 seinen Abschluss in Rechtswissenschaften. Im Jahr 1983 erwarb er darüber hinaus an der Bundesuniversität von Rio Grande do Sul den Master-Abschluss in Politikwissenschaften. 1995 wurde er an der Universität von São Paulo promoviert. Ab 1998 war er als Rechtsberater im Außenministerium seines Heimatlandes tätig. In dieser Position nahm er an zahlreichen internationalen Konferenzen teil. de Medeiros erhielt einen Ruf als Professor für Völkerrecht an seine Alma Mater. Neben seiner beruflichen Tätigkeit war er auch Mitglied des Ständigen Schiedshofs. Am 15. Januar 2016 wurde er zum Richter am Internationalen Seegerichtshof in Hamburg als Nachfolger seines zurückgetretenen Landsmanns Vicente Marotta Rangel gewählt. Dieses Amt hatte Medeiros bis zu seinem Tod inne.

## Auszeichnungen (Auswahl)
- Großkreuz des Ordens des Infanten Dom Henrique
- Ritter des Gregoriusordens

## Publikationen (Auswahl)
- O poder legislativo e os tratados internacionais. L&PM, 1983.
- O poder de celebrar tratados. Fabris, 1995.